# Еразм Стравинський
Ера́зм Страви́нський (пол. Erazm Strawiński; ? — 1631) — державний та військовий діяч Речі Посполитої, війт Києва в 1593 році.

## Життєпис
Походив зі шляхетського роду Стравинських гербу Сулима. Син Яна Стравинського, судді земського троцького. Замолоду брав участь у лівонській війні (в заключній стадії) під проводом короля Стефана Баторія. Відзначився при захопленні Полоцька та облозі Пскова.
У 1585 році переходить на службу до українського князя і магната Василя Костянтина Острозького. У 1588 році призначається ґродським писарем Києва. 1589 року було надано привілеї зберегти усе майно в Київському воєводстві, що було надане під час служби — села Юр'ївщина, Міловщина та Іванків біля Борисполя. Водночас отримав щорічну платню у 325 польських злотих.
26 травня 1593 року за підтримки Острозького отримав привілей від короля Сигізмунда III на київське війтиство (офіційно за військові заслуги). Проти цього виступили бурмистри, райці магістрату та заможні міщани, оскільки такі дії порушували привілей від 1570 року. В результаті керування Стравинського тривало три тижні. Після цього він втратив посаду на користь Яцька Балики.
У 1597 році призначається поборцем (податківцем) троцьким. У 1600–1605 роках брав участь у першій польсько-шведській війні. 1601 року стає депутатом від троцького повіту до Головного Трибуналу Великого князівства Литовського. 1603 року отримує посаду конюшого троцького. Водночас вступив у конфлікт з опікунами церкви Різдва Богородиці в Трокаї (тривав до 1609 року).
У 1608 році на чолі загону під орудою Яна Петра Сапіги прибув до тушинського табору Лжедмитрія II. Брав участь у поході на Галич. 1609 році був учасником облоги Троїце-Сергієвої лаври. Тоді ж отримує звання ротмістра королівського. 1610 року відправлено посланцем до короля по допомогу. Повернувшись, брав участь у захопленні Москви та відбиття атак московитів. Перебував з іншими польськими загонами в облозі до 1612 року (був одним з найбільш затятих противників здачі Москви), коли поляки були вимушені здатися війську на чолі з князем Дмитром Пожарським. Стравинський перебував у полоні в Нижньому Новгороді до 1619 року.
У 1620 році від короля отримав привілей на села Мутін, Служевськ, Мамекін в Чернігівському воєводстві (Новгород-сіверський повіт), Ратишов в Люблінському воєводстві, Грим'ячка в Подільському воєводстві. 1623 року призначено підкоморієм новгород-сіверським і чернігівським.
Помер, за різними відомостями, 24 березня або 31 липня 1631 року.

## Родина
Дружина — Раїна Шостовська.
Діти:
- Єва, дружина Яна Кунінського, підкоморія стародубського
- Катерина, дружина Яна Карського, стольника новгород-сіверського